# Mnais tenuis
Mnais tenuis är en trollsländeart som beskrevs av Mamoru Oguma 1913. Mnais tenuis ingår i släktet Mnais och familjen jungfrusländor. Inga underarter finns listade i Catalogue of Life.